# 梁建全
梁建全（1962年9月—），男，甘肃兰州人，中华人民共和国外交官，曾任中国人民外交学会副会长和中华人民共和国驻拉脱维亚共和国特命全权大使。

## 生平
1986年，进入中华人民共和国外交部工作，先后在驻德国大使馆、外交部西欧司、驻奥地利大使馆任职。2003年，任驻奥地利大使馆参赞。2007年，任外交部欧洲司参赞。2010年1月，出任中华人民共和国驻苏黎世总领事兼驻列支敦士登总领事。2014年5月，出任中华人民共和国驻法兰克福总领事。2016年，任外交部欧洲司副司长。2017年，任中国人民外交学会党组成员、副会长。2019年9月，出任中华人民共和国驻拉脱维亚大使。2023年3月，自驻拉脱维亚大使离任。

## 家庭
已婚，有一子。